# النصب التذكاري لفيتوريو إمانويلي الثاني
النصب التذكاري الوطني لفيتوريو إمانويلي الثاني أو كما يعرف بمحراب الوطن (بالإيطالية: Altare della Patria)‏ هو نصب تذكاري شيد في مدينة روما عام 1925 لتكريم فيكتور إيمانويل الثاني، أول ملك لإيطاليا الموحدة.
تم تصميم الفيتوريانو (Vittoriano) من قبل المعماري جوزيبه ساكوني (Giuseppe Sacconi). يقع في وسط روما القديمة ومتصل بروما الحديثة بفضل الطرق التي تنطلق من ساحة فينيسيا.

## نصب الجندي المجهول بالإسكندرية
أرادت الجالية الإيطالية بمصر تكريم الخديوي إسماعبل، فاقتبسوا تصميم النصب التذكاري الوطني لفيتوريو إمانويلي الثاني لتصميم نُصُب مشابه عام 1933م بمدينة الإسكندرية الواقعة على البحر المتوسط، يتوسطه تمثال للخديوي إسماعيل، ثم حُوِّل إلى نصب للجندي البحري المجهول بمصر عام 1964م وأُزيل تمثال الخديوي عنه.